# Another Part of Me
«Another Part of Me» (с англ. — «Другая часть меня») — песня американского певца Майкла Джексона. Была записана в 1985—1986 годах для 17-минутного музыкального 3D-фильма «Капитан Ио». В 1987 году вошла в седьмой студийный альбом певца Bad. Была выпущена в качестве сингла с пластинки 11 июля 1988 года на лейбле Epic Records. Продюсерами трека стали сам Джексон и Куинси Джонс.
Композиция возглавила американский чарт Billboard R&B Singles и поднялась на 11-ю строчку Billboard Hot 100. В качестве видеоклипа на песню использовался ролик, смонтированный из фрагментов концертов тура Джексона Bad World Tour в Париже и Лондоне, премьера видео состоялась 30 июля 1988 года.

## История создания
В 1985—1986 годах для футуристического музыкального 3D-фильма «Капитан Ио» Джексон написал и записал две новые композиции: «We Are Here to Change the World» и «Another Part of Me». Премьера ленты состоялась в сентябре 1986 года. «Капитан Ио» стал первым так называемым 4D-аттракционом с иллюзией полного погружения, он был запущен в калифорнийском Диснейленде и ещё нескольких парках развлечений по всему миру. Узнав о том, что музыкант записывает новые песни в отрыве от лейбла Epic Records, президент компании Уолтер Етникофф пригрозил засудить певца. Им удалось найти компромисс: Джексон согласился не выпускать композиции синглами в качестве рекламы для фильма.
В 1987 году, занимаясь отбором песен для нового студийного альбома, певец настаивал на том, чтобы в список композиций его новой пластинки вошла блюзовая «Streetwalker», однако продюсер Куинси Джонс убедил музыканта заменить её на «Another Part of Me». «Streetwalker», впоследствии была выпущена в переиздании альбома Bad в 2001 году.

## Выпуск сингла и реакция критиков
Песня была выпущена в качестве шестого сингла из альбома Джексона Bad 11 июля 1988 года. Она стала 9-м синглом певца, возглавившим американский чарт Billboard R&B Singles и поднялась на 11-ю строчку Billboard Hot 100.
В Los Angeles Times критики отметили в песне «тяжёлый ритм-н-блюзовый рифф». «Самый любопытный текст в альбоме — „Another Part of Me“: вести из космоса от лица мессианских „нас“», — писали в The New York Times. Журналисты Billboard писали о том, что, наряду с «Man in the Mirror» и «We Are the World», эта композиция Джексона сосредотачивает внимание слушателя на важности единства мира.

## Концертные выступления и музыкальное видео
Певец исполнял «Another Part of Me» во второй части его сольного тура Bad World Tour (1988—1989 годов). В качестве видеоклипа на песню использовался ролик, смонтированный из фрагментов концертов Джексона в Париже и Лондоне. Премьера видео состоялась 30 июля 1988 г. в телепередаче «Michael Jackson: Around the World». Ролик вошёл в сборник видеоклипов певца Michael Jackson's Vision. Выступление с песней на одном из концертов на стадионе Уэмбли в 1988 году было выпущено на DVD Live at Wembley July 16, 1988.

## Участники записи
- Майкл Джексон — текст, музыка, вокал, бэк-вокал, аранжировка ритм-секции и вокала
- Джон Барнс — аранжировка ритм-секции и вокала
- Джерри Хэй[англ.] — аранжировка духовых
- Пол Джексон[англ.], Дэвид Уильямс — гитары
- Ким Хатчкрофт, Джерри Хэй — саксофоны
- Кристофер Карелл — синклавир[англ.]
- Ретт Лоуренс и Джон Барнс — синтезаторы

## Саундтреки
| Год       | Фильм/Игра/Постановка                    | Альбом   | Источник |
| --------- | ---------------------------------------- | -------- | -------- |
| 1986      | «Капитан Ио»                             | —        | [ 15 ]   |
| 1988      | Michael Jackson's Moonwalker             | —        | [ 15 ]   |
| 1998      | «Час пик»                                | —        | [ 15 ]   |
| 2011—2014 | Michael Jackson: The Immortal World Tour | Immortal | [ 16 ]   |

## Список композиций
- 7" (номер в каталоге Epic Records — 34-07962)[17]

| №  | Название             | Длительность |
| -- | -------------------- | ------------ |
| 1. | «Another Part of Me» | 3:47         |

| №  | Название                            | Длительность |
| -- | ----------------------------------- | ------------ |
| 2. | «Another Part of Me» (Instrumental) | 3:47         |

- CS (номер в каталоге Epic Records — 34T07962)[17]

| №  | Название                            | Длительность |
| -- | ----------------------------------- | ------------ |
| 1. | «Another Part of Me»                | 3:47         |
| 2. | «Another Part of Me» (Instrumental) | 3:47         |

| №  | Название                            | Длительность |
| -- | ----------------------------------- | ------------ |
| 1. | «Another Part of Me»                | 3:47         |
| 2. | «Another Part of Me» (Instrumental) | 3:47         |

- CD (номер в каталоге Epic Records — 652844 2)[17]

| №  | Название                                  | Длительность |
| -- | ----------------------------------------- | ------------ |
| 1. | «Another Part of Me» (Extended Dance Mix) | 6:18         |
| 2. | «Another Part of Me» (Radio Edit)         | 4:24         |
| 3. | «Another Part of Me» (Dub Mix)            | 3:51         |
| 4. | «Another Part of Me» (A Capella)          | 4:01         |

## Позиции в чартах
| Чарт (1988)             | Высшая позиция |
| ----------------------- | -------------- |
| Австралия               | 44             |
| Австрия                 | 20             |
| Бельгия (Фландрия)      | 3              |
| Великобритания          | 15             |
| Германия                | 10             |
| Ирландия                | 5              |
| Канада                  | 28             |
| Нидерланды              | 8              |
| Новая Зеландия          | 14             |
| Польша                  | 9              |
| США (Hot 100)           | 11             |
| США (R&B/Hip-Hop Songs) | 1              |
| Франция                 | 32             |
| Швейцария               | 5              |